# GNOME
El GNOME és un entorn d'escriptori per a sistemes operatius del tipus Unix-like emprant el protocol  Wayland o X-Window. Forma part oficial del Projecte GNU i el projecte evoluciona sota la direcció de la Fundació GNOME. Amb la versió GNOME 3.0, alliberada l'any 2011, l'entorn gràfic va canviar del paradigma clàssic d'escriptori del quadre del GNOME al més abstracte GNOME Shell.

## Història
El projecte GNOME (GNU Network Object Model Environment) sorgeix l'agost de 1997 a la Universitat Nacional Autònoma de Mèxic com a projecte encapçalat per Miguel de Icaza i Federico Mena per crear un entorn d'escriptori completament lliure per a sistemes operatius lliures, en especial per a GNU/Linux. Des del principi, l'objectiu principal de GNOME fou proporcionar un conjunt d'aplicacions atractives i un escriptori d'ús fàcil.
En aquells moments existia un altre projecte anterior a GNOME amb els mateixos objectius, però amb diferents mitjans: KDE. Els primers desenvolupadors de GNOME criticaven aquell projecte perquè es basava en la biblioteca de controls gràfics Qt, perquè no era compatible amb els principis del programari lliure. Anys més tard els problemes amb la llicència Qt s'han resolt i aquestes crítiques han cessat. No obstant això, els dos projectes segueixen diferents rumbs tecnològics i mantenen una competència amistosa.
Com amb la majoria de programes GNU, GNOME ha estat dissenyat per executar-se en tota la gamma de sistemes operatius del tipus Unix-like amb X-Window, i especialment pensat per a GNU/Linux. Des dels seus inicis s'ha usat la biblioteca de controladors gràfics GTK, originalment creada per al programa GIMP.
A mesura que el projecte ha anat progressant en els últims anys, els seus objectius s'han estès per tractar una sèrie de problemes a la infraestructura Unix existent.
El novembre de 2023, la Sovereign Tech Fund va fer una donació d'un millió d'euros a GNOME. Preveient-se que els resultats d'aquesta injecció de capital fossin visibles el 2024.

### GNOME 1.0
GNOME va ser llançat el 17 d'agost de 1997.

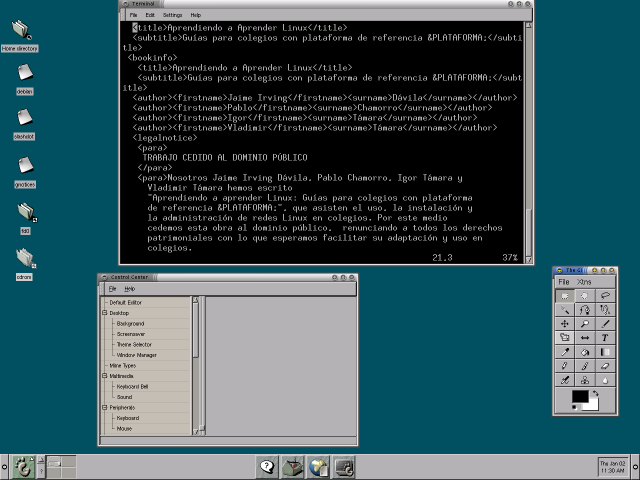
GNOME 1.0
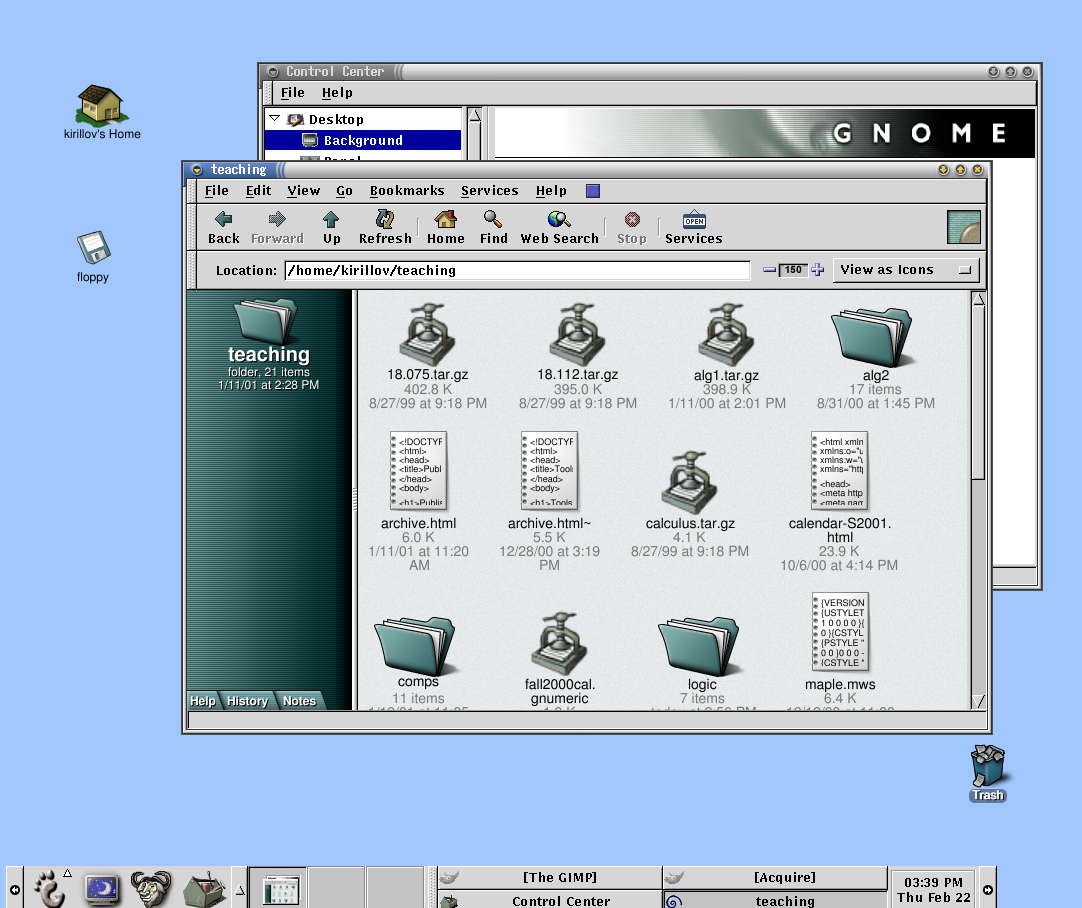
GNOME 1.0 (1999)

### GNOME 2.0
El GNOME 2 va ser llançat al juny de 2002, amb un escriptori senzill en el qual els usuaris podien interaccionar amb objectes virtuals, com finestres, icones i fitxers. GNOME 2 va començar amb Sawfish com a gestor de finestres per defecte, però més tard va canviar a Metacity. En la configuració per defecte de GNOME 2, l'escriptori tenia un menú llançador per accedir ràpidament als programes instal·lats i a les ubicacions dels fitxers; es podia accedir a les finestres obertes per una barra de tasques a la part inferior de la pantalla, i la cantonada superior dreta disposava d'una àrea de notificació per als programes per mostrar avisos mentre s'executava en segon pla. No obstant això, aquestes característiques es podien moure a gairebé qualsevol posició o orientació que l'usuari desitges, es podia substituir per altres funcions, o eliminar completament. Hi havia major integració entre les aplicacions, millores en l'accessibilitat i una nova versió del gestor de fitxers Nautilius.

A partir de 2009, GNOME 2 era l'escriptori per defecte d'OpenSolaris. L'entorn d'escriptori MATE és una bifurcació de la base de codi del GNOME 2.

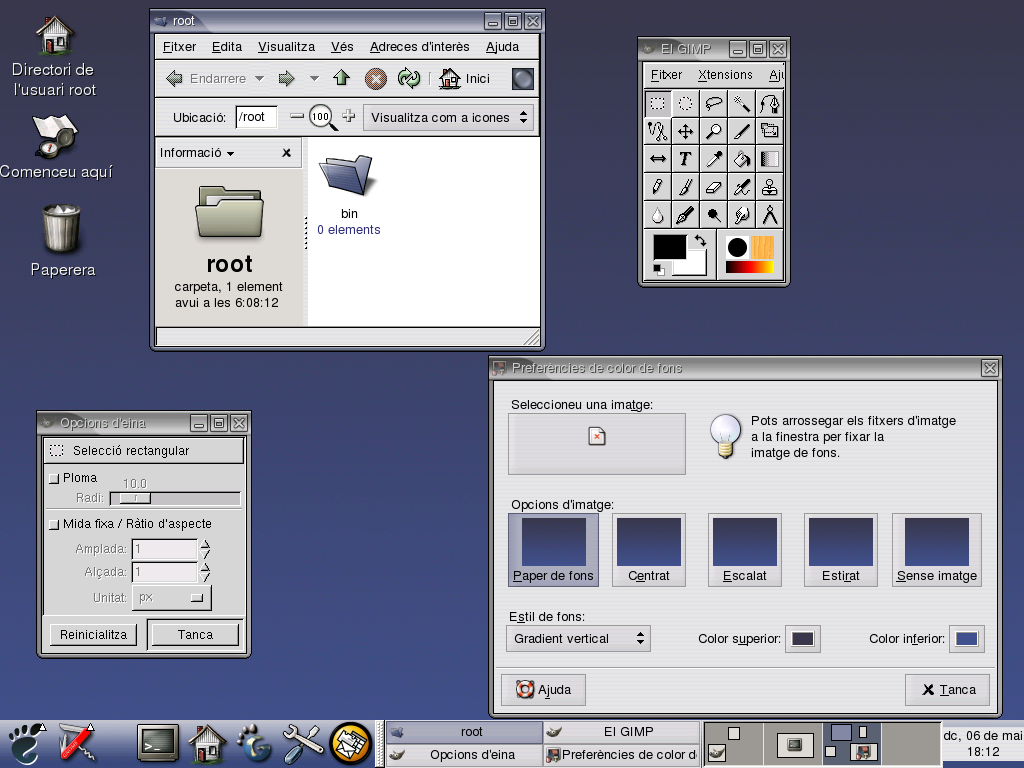
GNOME 2.2
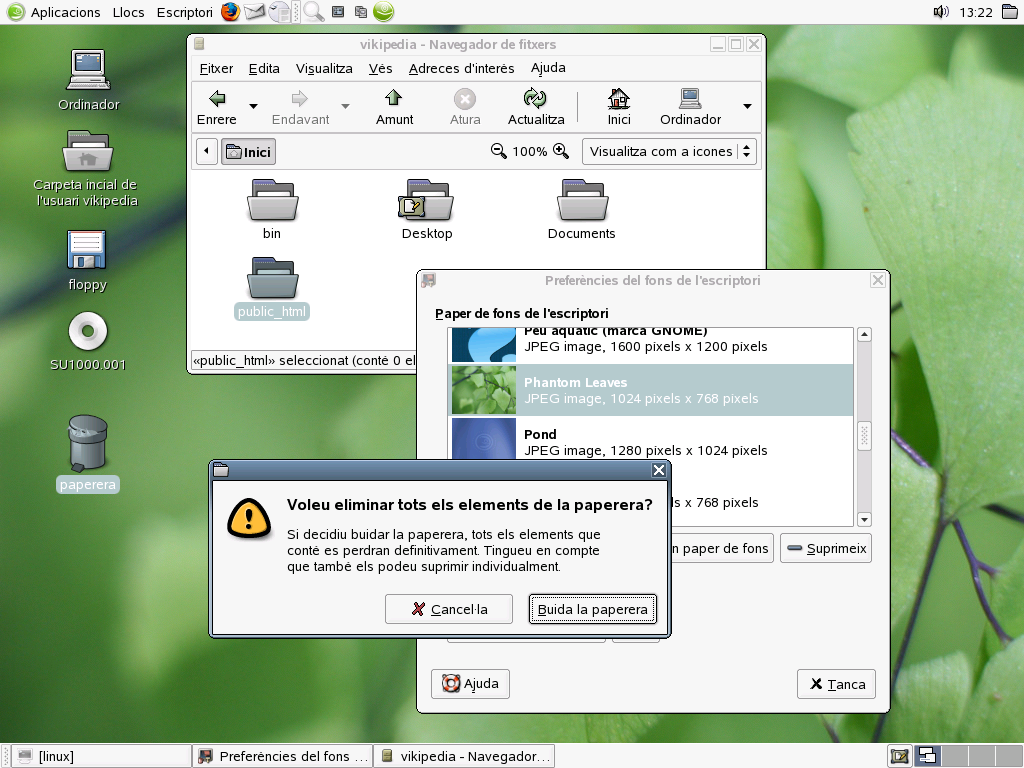
GNOME 2.12
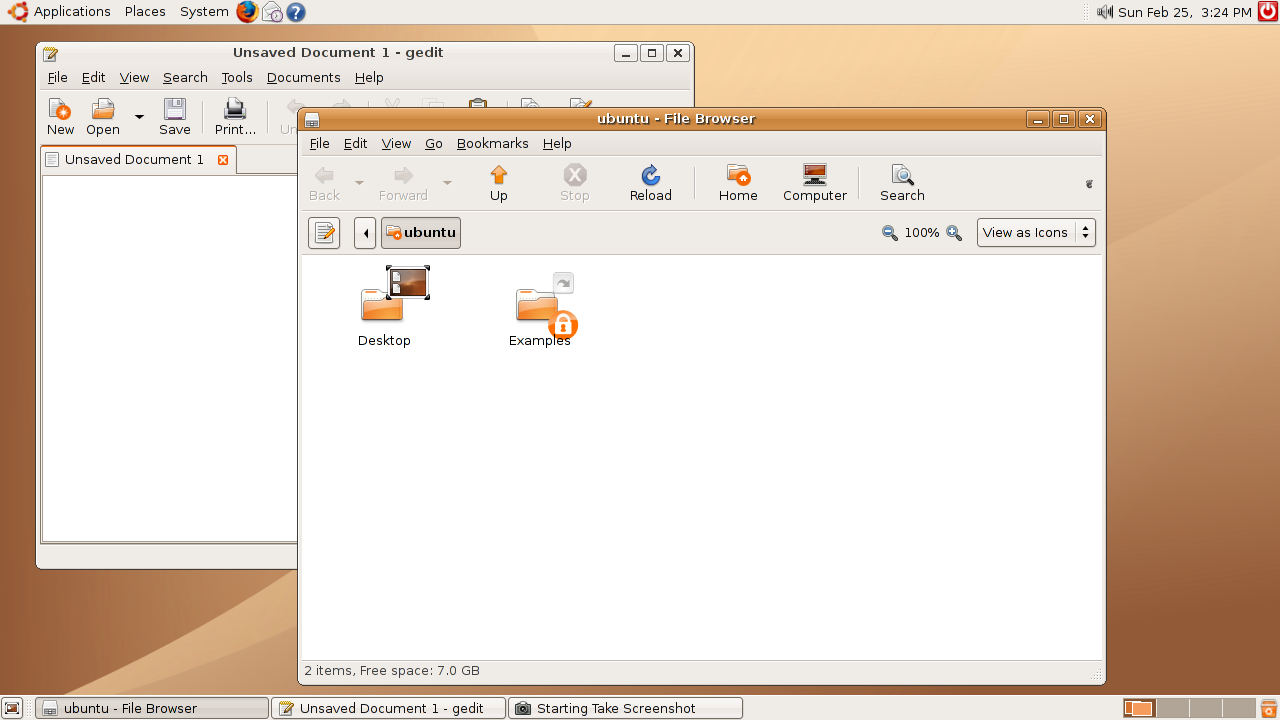
GNOME 2.16
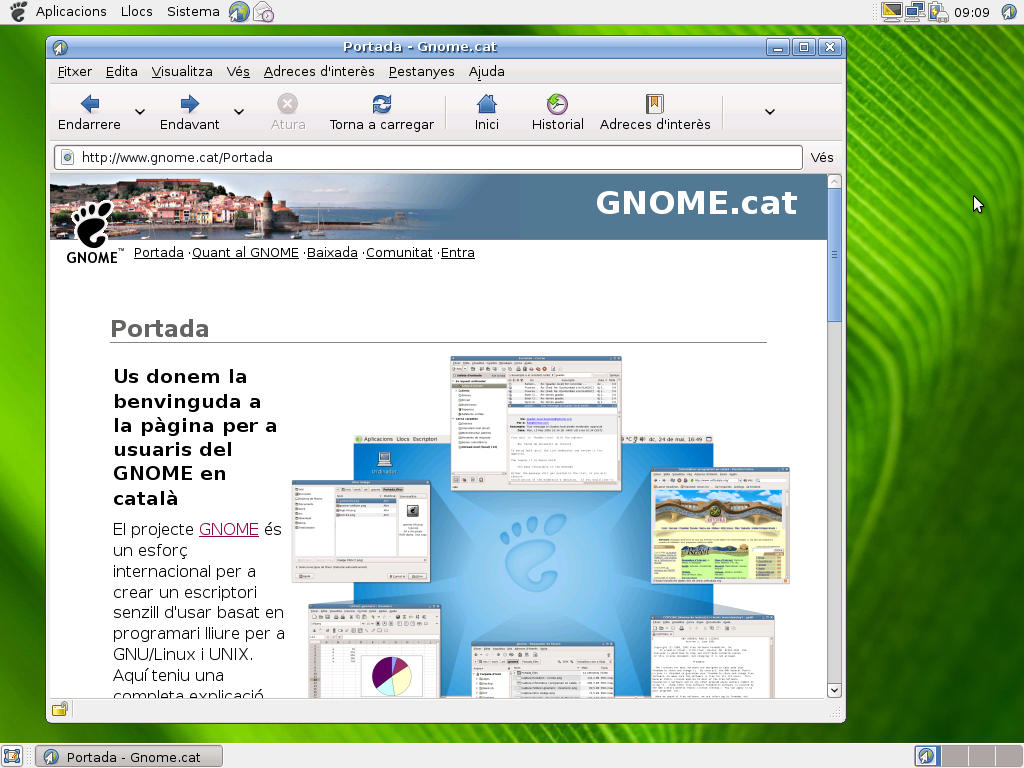
GNOME 2.26
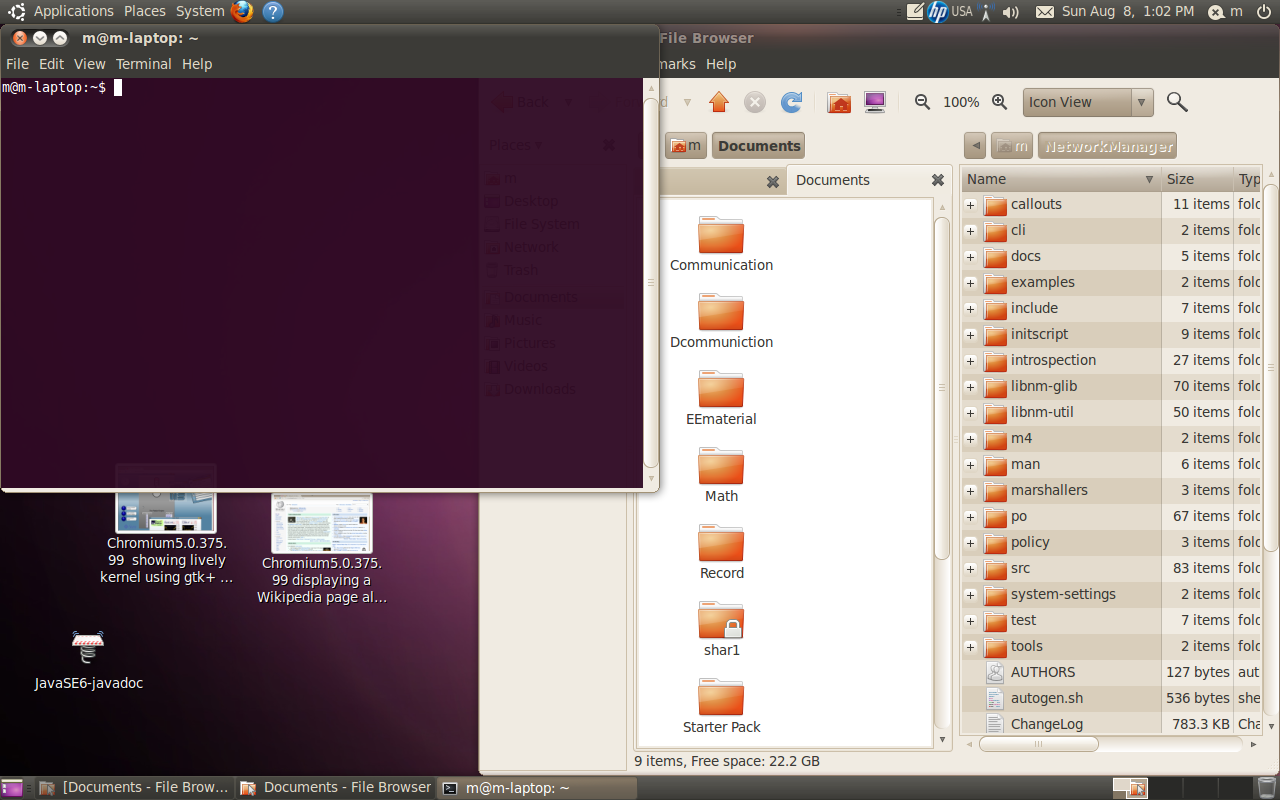
GNOME 2.30

### GNOME 3.0
Llançat a el 6 d'abril de 2011, GNOME 3.0 va suposar un redisseny revolucionari pel que fa a l'entorn d'escriptori. Va representar una important revisió arquitectònica, amb icones grans per al programari i noves localitzacions per a diferents elements. Es va introduir un nou intèrpret d'ordres i hi van haver millores importants en els fonaments tècnics de la plataforma GNOME. Clearlooks el tema per defecte a GNOME fou substituït per Adwaita que era proporcionat per GTK+. Adwaita passava a ser el llenguatge visual de GNOME i el tema per defecte de GTK+. GNOME GNOME 3.38.9 fou la darrera versió menor de la sèrie llançada l'agost de 2021.

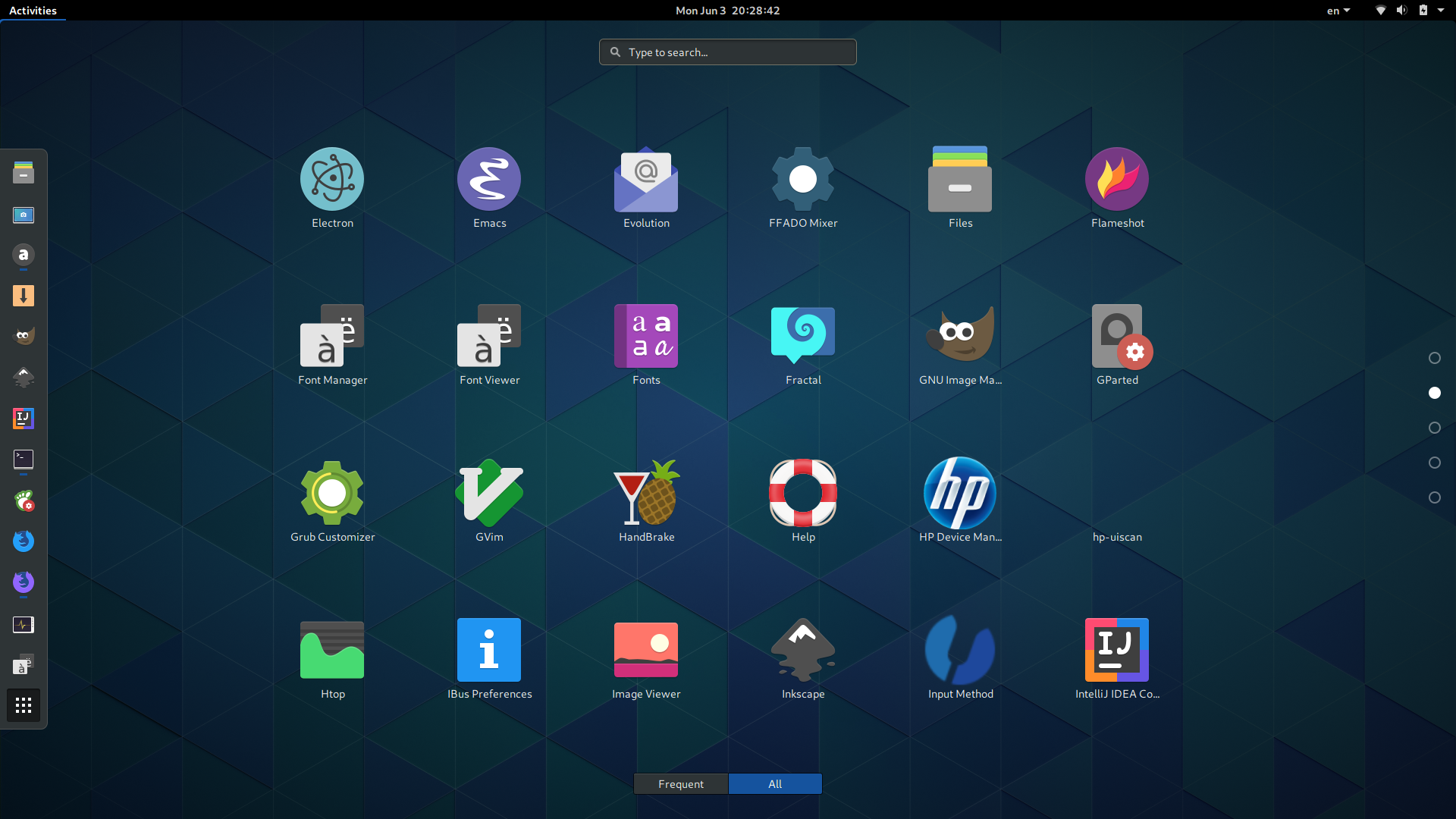
GNOME 3.0
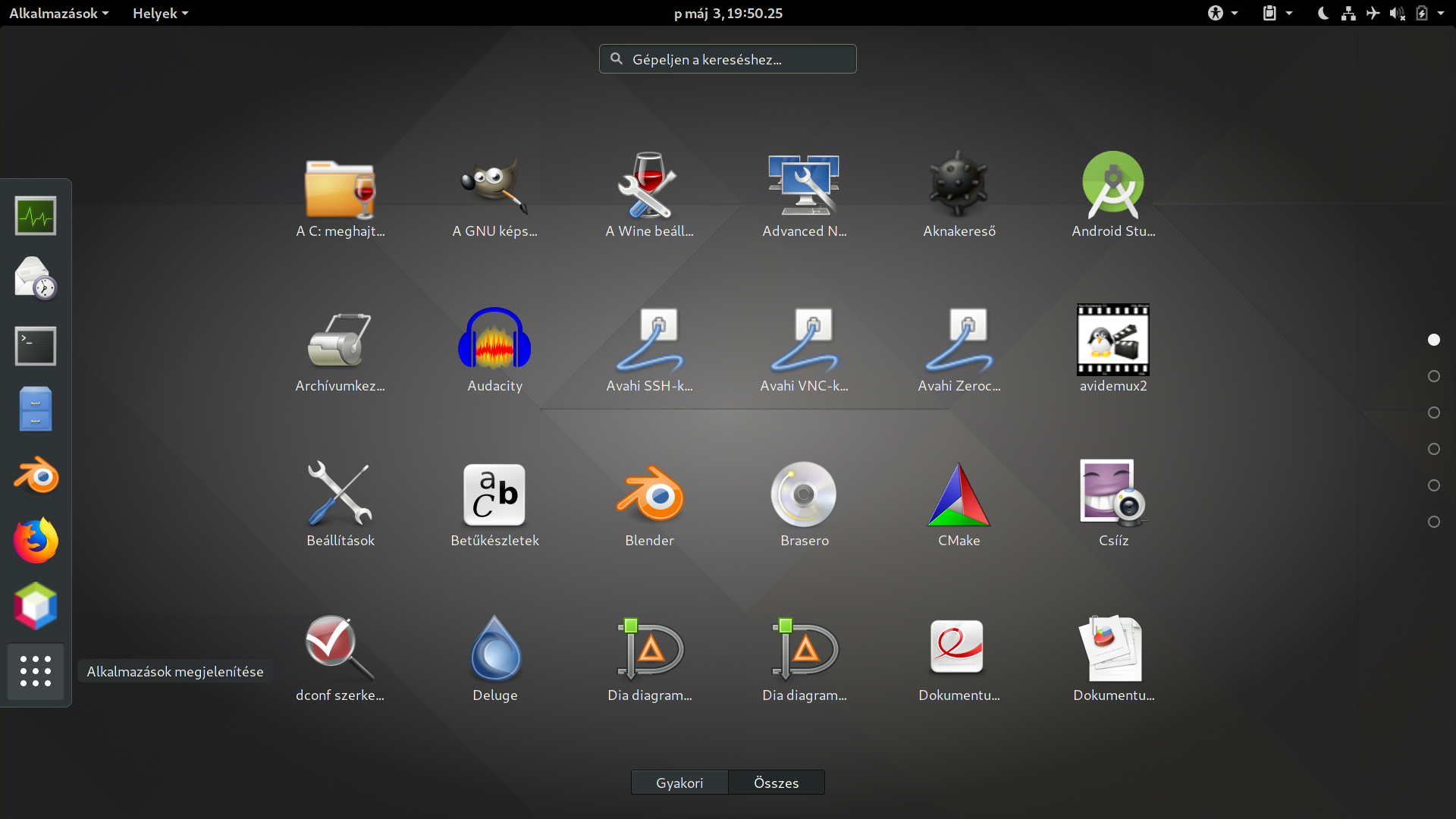
GNOME 3.24
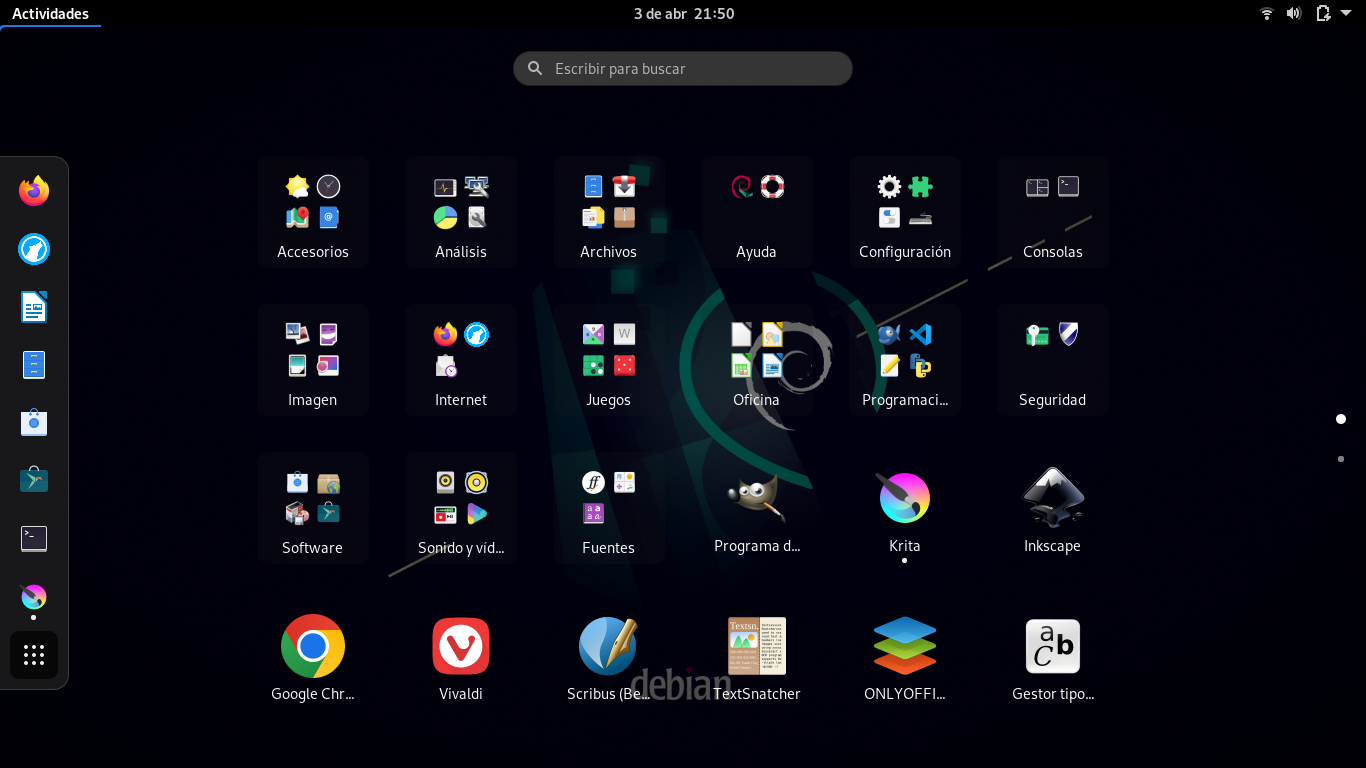
GNOME 3.38.6

### GNOME 40
Fou publicat el 24 de març de 2021, adoptant una nova forma de numeració, passant de la versió 3.39 a la versió 40 i comportant una revolució pel que feia a l'escriptori, sense ser un canvi disruptiu com va suposar la versió 3.0 respecte de la versió 2.0. Amb una visió renovada de l'espai de treball, s'organitzà de manera horitzontal, el dash passava a la part inferior al centre, recordant l'estètica MacOS. El llançament comportava el suport de nous gestos per a la pantalla tàctil. Amb GNOME 40 s'inicià el pas a GTK 4. GNOME 40.10 fou la darrera versió menor de la serie.

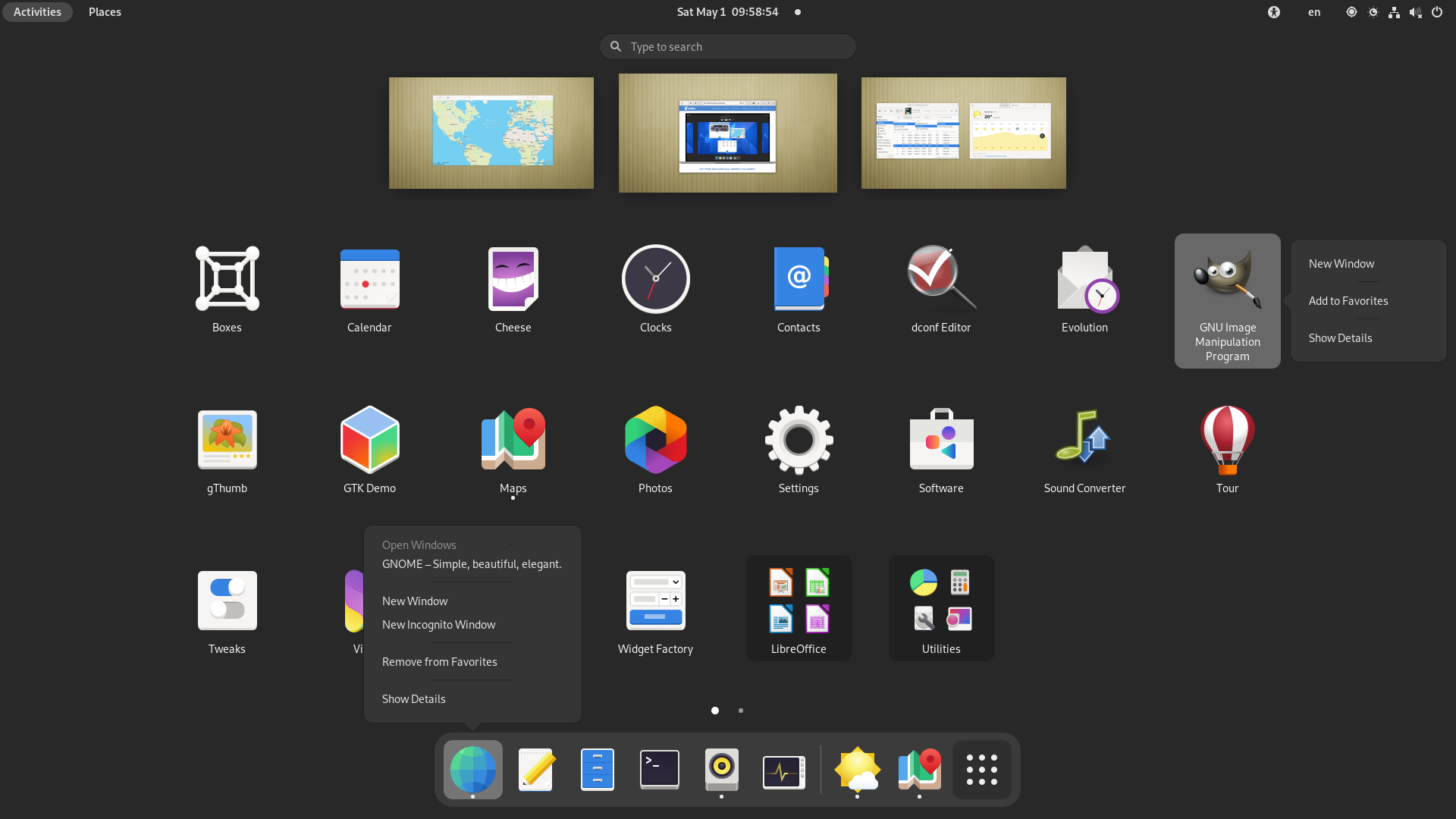
GNOME 40
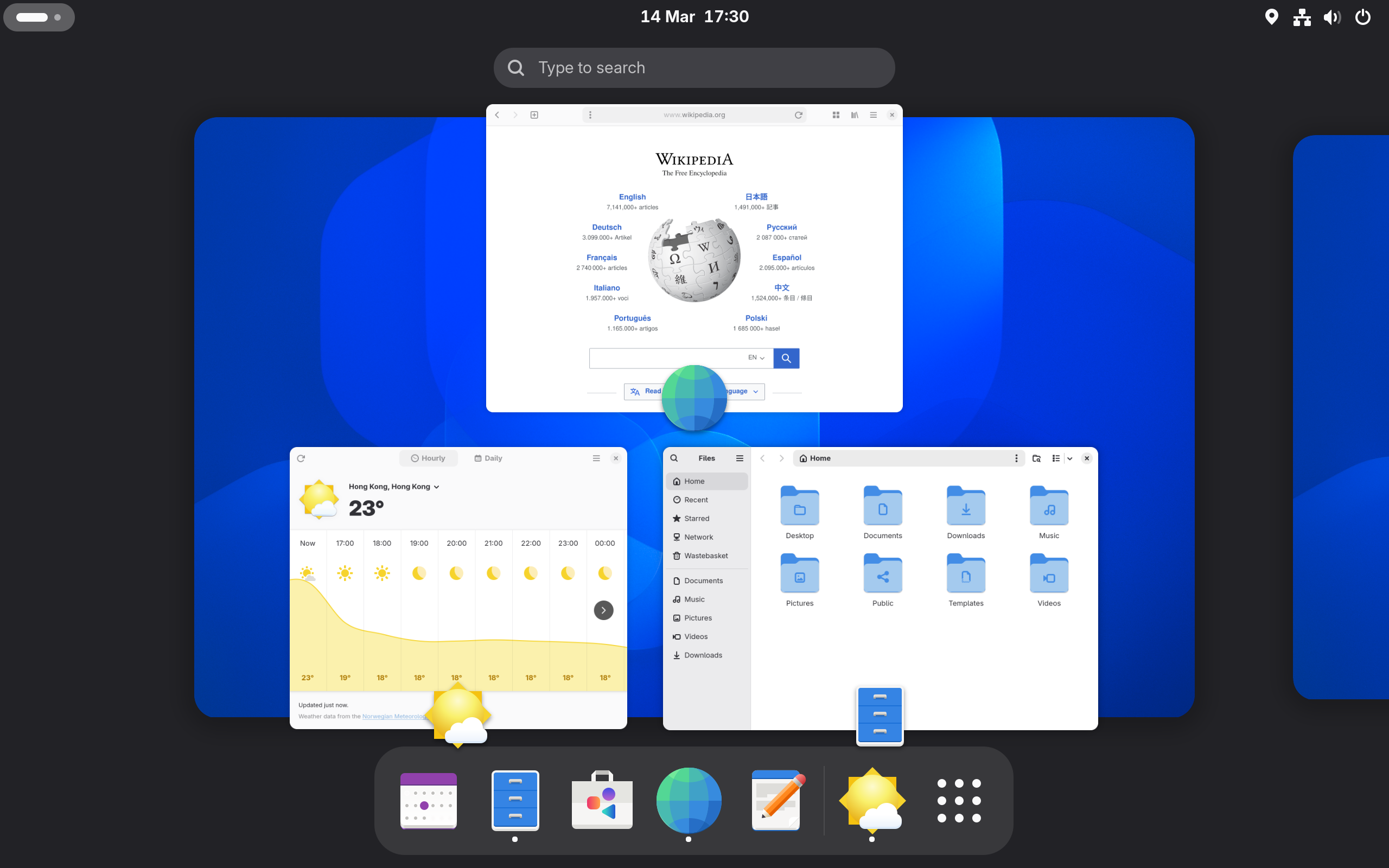
GNOME 40

### GNOME 41
Fou publicat el 22 de setembre de 2021, aportant millores per a optimitzar el flux de treball com és el cas del Multitasking Panel. Per altra banda, hi hagué millores en l'experiència d'usuari com en el centre de descàrrega d'aplicacions, Software. Nou centre de documentació per a programadors de GNOME. Entre moltes altres novetats també destacà la introducció de la llibreria libadwaita, el bloc de construcció modern per a les aplicacions GTK4. Però va portar controvèrsia, ja que l'aspecte de moltes de les aplicacions a GNOME quedaven lligades a un full d'estil. Conferint un aspecte molt uniformitzat. GNOME 41.10 fou la darrera versió menor de la sèrie.

### GNOME 42
Fou publicat el 22 de març de 2022, comportant que la major part de les aplicacions predeterminades es varen actualitzar sobre la base de GTK 4 i libadwaita 1.0, conferint un aspecte més modern i un rendiment més ràpid. S'introduí una nova preferència que millorava el tema fosc de les aplicacions suportades. Clear Linux fou la primera distribució que actualitzà l'entorn d'escriptori a GNOME 42. GNOME 42.10 fou la darrera versió menor de la sèrie.

### GNOME 43
Publicat el 21 de setembre de 2022, destacant el redisseny del menú d'estat del sistema; les millores en el gestor de composició Mutter per a afinar el suport de Wayland i entre les aplicacions que foren portades a GTK 4 destacà GNOME Files. Per altra banda, s'augmentaren els avisos referents a la seguretat del sistema. GNOME 43.9 fou la darrera versió menor de la sèrie.

### GNOME 44
Fou publicat el 22 de març de 2023, centrant-se en la millora de l'experiència d'usuari i el rendiment, com venia succeint des de la versió 41. Entre altres novetats destacava que l'accés al menú configuracions ràpides permetia mostrar els dispositius Bluetooth connectats; continuaren les millores a Mutter i Wayland i entre les aplicacions que foren portades a GTK 4 destacà GNOME Web. GNOME 44.9 fou la darrera versió menor de la sèrie.

### GNOME 45
Fou publicat el 20 de setembre de 2023, renovà aplicacions com Nautilus; introduí noves aplicacions al GNOME Circle i s'afegiren funcionalitats; així com nombrosos canvis com la desaparició del botó amb el text Activitats en favor d'una icona que permetia canviar d'escriptori. GNOME 45.4 fou la darrera versió menor de la sèrie.

### GNOME 46
Fou publicat el 20 de març de 2024, permetent l'accés remot; la presència en fase experimental de la taxa de refresc variable; optimitzacions de rendiment i refinament de l'escriptori de manera genèrica.

## GNOME Mobile & Embedded Initiative (GMAE)
El 2007 es va anunciar una iniciativa per fer accessible les solucions GNOME per a dispositius mòbils i sistemes incrustats a l'Embedded Linux Conference a Santa Clara (Califòrnia) el 19 d'abril de 2007. Es pretenia que la nova iniciativa facilités la col·laboració entre la comunitat de desenvolupadors de GNOME i les empreses que estaven construint productes de programari incrustat que incorporaven diversos components de la infraestructura subjacent de GNOME. Cercaven una millor col·laboració aigües amunt millorant la comunicació entre els interessats en la tecnologia GNOME, promoure la normalització entre les diferents plataformes mòbils basades en GNOME, i reduir la duplicació d’esforços. També cercaven que la iniciativa GMAE fes més fàcil que la plataforma d’escriptori GNOME es beneficiés de la inversió comercial en tecnologies mòbils GNOME. Es va fer servir en les tauletes d'Internet Nokia 770 i N800, el projecte PC de 100 dòlars o "One Laptop Per Child" (OLPC) i els mòbils Openmoko Linux com ara Neo FreeRunner.
GMAE va comptar amb la col·laboració inicial de companyies descades com ACCES, Canonical, Debian, Igalia, Imendio, Intel, Nokia, OLPC, OpenedHand e Red Hat. L'última versió d'arxiu de la pàgina web oficial del projecte és de principis del 2011.

## Distribucions que empren GNOME
- Debian (llançada el 16 d'agost de 1993)
- Fedora (llançada el 2002)
- Mageia (llançada l'1 de juny de 2011)
- Ubuntu (llançada el 20 d'octubre de 2004)